# Organo della chiesa del villaggio di Basedow

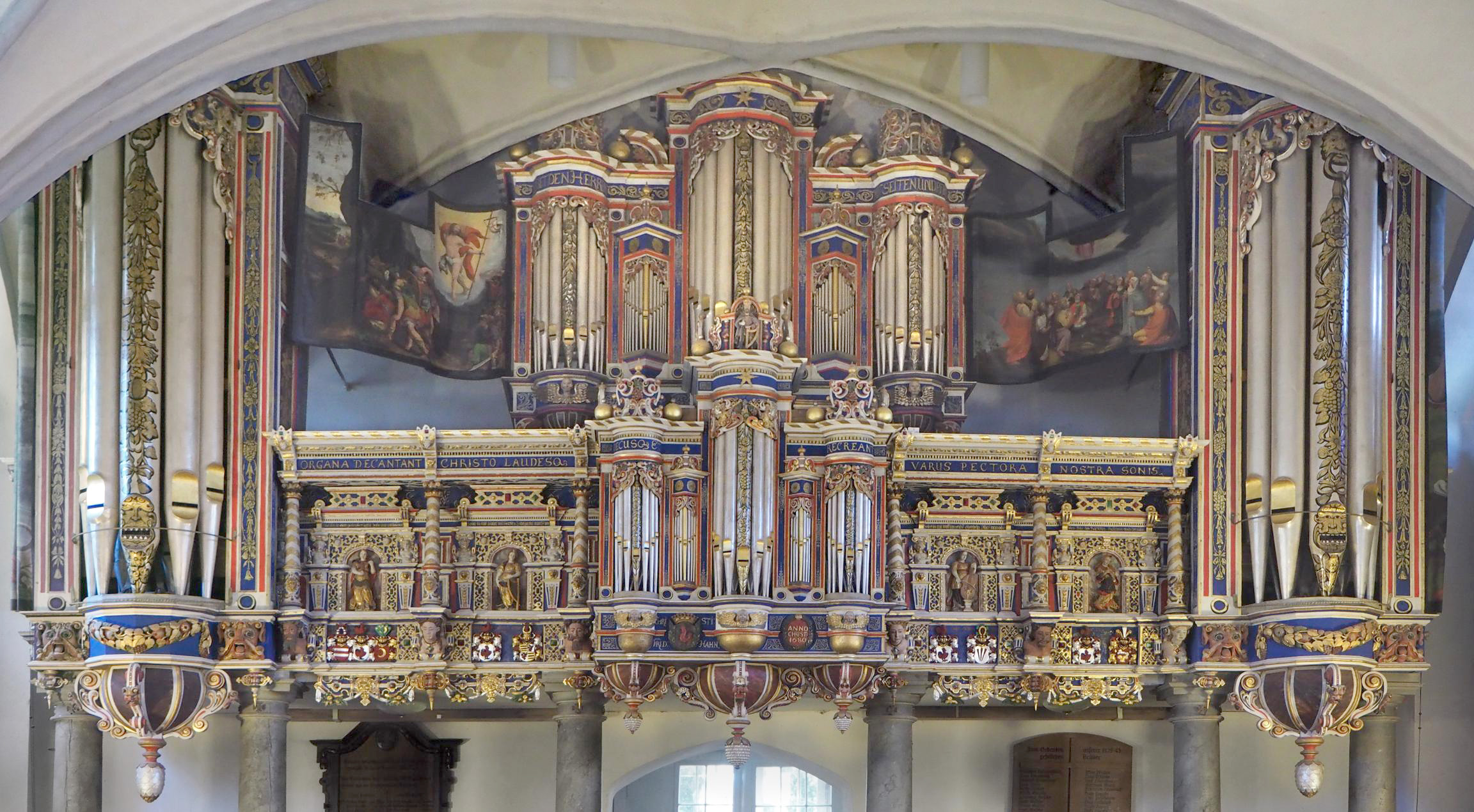
L'organo della chiesa del villaggio di Basedow.

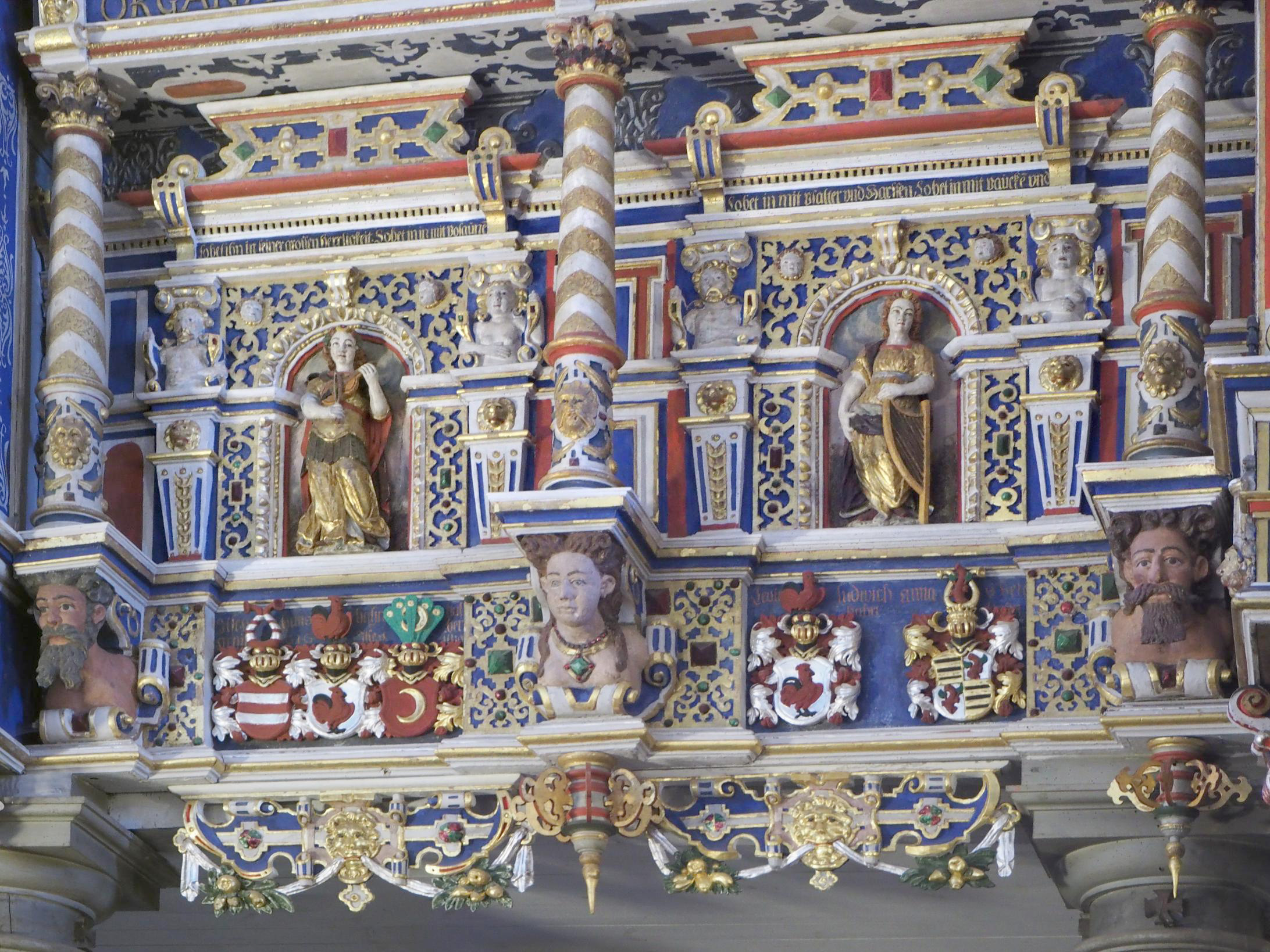
Un dettaglio della cantoria.

Con organo della chiesa del villaggio ci si riferisce a un organo monumentale costruito a Basedow, in Germania.

## Storia
Nel 1680 Christian Friedrich Hahn, superiore della chiesa, commissionò agli organari Samuel Gercke ed Heinrich Herbst la realizzazione di un organo di grandi dimensioni da collocare sopra la porta principale della chiesa. Dopo aver elaborato il progetto per uno strumento da trentasei registri, ripartiti su tre manuali e pedaliera, i lavori, ai quali prese parte anche Heinrich Herbst, figlio omonimo di Herbst, iniziarono nel 1680 e si conclusero nel giugno 1683. Il nuovo organo, ispezionato il successivo 3 luglio, venne trovato molto ben fatto.
La cassa, abbondantemente decorata con legni intagliati e dipinti, presenta il corpo centrale dello strumento, con hauptwerk e brustwerk, un rückpositiv e le due imponenti torri di basseria. Sulla cassa superiore sono presenti, in facciata, due ante riccamente dipinte. Le ante presentano, nella parte esterna, l'episodio biblico delle Trombe di Gerico e una scena di battaglia, e, nella parte interna, la resurrezione e l'ascensione di Cristo. Anche il rückpositiv, sormontato da una statua del Re Davide, era originariamente dotato di ante, ma ora non sono più presenti.
Il brustwerk è contenuto all'interno di una nicchia del muro nascosta dietro la cassa dell'oberwerk. Le torri del pedale non hanno ante, ma possono essere ricoperte da un tendaggio di lino, decorato con una rappresentazione delle vicende di Davide e Golia e di Sansone e il leone. Un'iscrizione in latino, presente sul parapetto, recita «ORGANA DECANTANT CHRISTO LAUDESQ DECUSQ ET RECREANT VARIJS PECTORA NOSTRA SONIS» ("Gli organi esaltino e lodino Cristo e allietino i nostri cuori con vari suoni").
Le canne del principale da 8' sono rivestite in foglia d'argento e le bocche sono dipinte con figure grottesche. Alla base di ciascuna torre di basseria sono presenti due leoni scolpiti, i quali, grazie a un meccanismo, roteano gli occhi ed estraggono la lingua quando vengono azionati i registri da 16' nella pedaliera.
Un primo grande restauro venne condotto nel 1755, ma, nel 1766, un incendio danneggiò il brustwerk. Nel 1812 Friedrich August Noebe sostituì alcuni registri, e, nel 1905, ulteriori lavori venne eseguiti da Carl Börger, il quale eliminò il terzo manuale. Negli anni fra il 1980 e il 1983, in occasione del trecentesimo anniversario dello strumento, Alexander Schuke eseguì un restauro filologico completo, ricostruendo il brustwerk ed eseguendo numerose riparazioni. I manuali originali del 1683 vennero ritrovati all'interno della camera dei mantici e furono restaurati. In aggiunta, Schuke reintonò lo strumento secondo il temperamento mesotonico.

## Caratteristiche tecniche
Attualmente l'organo è a trasmissione interamente meccanica, l'aria è prodotta da quattro mantici a cuneo, il corista del La corrisponde a 461 Hz e il temperamento è il mesotonico. La disposizione fonica è la seguente:
| Primo manuale - Rückpositiv |     |    |
| Principal                   | 4'  | GH |
| Holfleute                   | 8'  | S  |
| Gedact                      | 8'  | GH |
| Fleute                      | 4'  | GH |
| Quinte                      | 3'  | GH |
| Superoctave                 | 2'  | GH |
| Mixtur                      | III | GH |
| Trompete                    | 8'  | S  |

| Secondo manuale - Oberwerk |      |    |
| Principal                  | 8'   | GH |
| Quintadena                 | 16'  | S  |
| Spitzfleute                | 8'   | S  |
| Gedact                     | 8'   | GH |
| Octave                     | 4'   | GH |
| Nassate                    | 3'   | GH |
| Superoctave                | 2'   | GH |
| Tert: doppelt              | II   | GH |
| Mixtur                     | IV-V | S  |
| Trompete                   | 8'   | S  |

| Terzo manuale - Brustwerk |        |   |
| Principal                 | 4'     | S |
| Quintadena                | 8'     | S |
| Gedact                    | 8'     | S |
| Quinte                    | 3'     | S |
| Superoctave               | 2'     | S |
| Sifflet                   | 2'     | S |
| Sexte                     | 1' 3/5 | S |
| Mixtur                    | III    | S |
| Trompete                  | 4'     | S |

| Pedal       |     |    |
| Principal   | 16' | GH |
| Untersatz   | 16' | GH |
| Octave      | 8'  | GH |
| Superoctave | 4'  | GH |
| Baurfleute  | 1'  | S  |
| Posaune     | 16' | GH |
| Dulcian     | 16' | S  |
| Trompete    | 8'  | GH |
| Cornettbas  | 2'  | S  |

| Accessori       |
| Tremulant       |
| Calcantenglocke |

GH = Gercke ed Herbst (1680-1683).
S = Ricostruito da Schuke (1983).